# Chevonne Wilson
Chevonne Wilson ist eine US-amerikanische Theater- und Filmschauspielerin.

## Leben
Wilson machte 2003 ihren Bachelor of Since in Movement Science und Biomechanics an der University of Michigan. 2004 folgte der Bachelor-of-Sience-Abschluss in Physical Education und Psychology ebenfalls an der University of Michigan. 2005 erwarb sie einen Master-Abschluss am Marygrove College. Erste Filmrollen erhielt sie ab 2014. So war sie unter anderen im Film Le Squatch: Master Criminal 2.0 in der Rolle der Rebecca Dent zu sehen. In den Horrorfilmen Agramon’s Gate (2019) und der Fortsetzung The Devil’s Left Hand (2023) spielte sie die wiederkehrende Rolle der Krankenschwester Katherine. 2024 stellte sie im Katastrophenfilm PlanetQuake die Rolle der Dr. Diane Wright dar. Im selben Jahr übernahm sie die Rolle der Sharease Smalls im Thriller The Housekeeper.
Als Bühnendarstellerin wirkte sie an mehreren Stücken des Rosedale Park Theatre mit.

## Filmografie (Auswahl)
- 2014: Till We’re Free (Kurzfilm)
- 2014: Le Squatch: Master Criminal 2.0
- 2015: Bianca: Who Did This to You?
- 2016: Swing Low (Kurzfilm)
- 2016: Ten Minutes to Earth (Kurzfilm)
- 2016: Switch
- 2016: Prey (Miniserie)
- 2016: Shelfie (Kurzfilm)
- 2018: Bennett’s Song
- 2019: Agramon’s Gate
- 2019: Love Immortal
- 2019: For My Man (Fernsehserie, Episode 5x22)
- 2020: The Bag Girls
- 2020: A Bennett Song Holiday
- 2022: The Bag Girls 2
- 2022: Beautifully Unlayered
- 2022: Spoon (Kurzfilm)
- 2023: 3rd Degree
- 2023: A Love Story from the Streets
- 2023: The Devil’s Left Hand
- 2024: The Mistress
- 2024: PlanetQuake (Planetquake)
- 2024: The Housekeeper

## Theater (Auswahl)
- Experience Ghana, Wayne State-Gallem Hall
- Roaming Charges, Detroit Rep. Theatre (Equity)
- Quilters, Paul’s Players-traveling
- Angels on Assignment 2, Southfield MI
- Much Ado About Nothing, Rosedale Park Theatre
- Urinetown, Rosedale Park Theatre-Detroit
- Hairspray, Rosedale Park Theatre-Detroit
- Marriage of Figaro, Detroit Opera House
- Moon Over Buffalo, Rosedale Park Theatre-Detroit
- Ragtime, Rosedale Park Theatre
- Pride and Prejudice, Detroit Repertory Theatre